# Sereia de Ouro
Sereia de Ouro, também conhecido como Troféu Sereia de Ouro é um reconhecimento e uma homenagem concedida pelo Grupo Edson Queiroz a personalidades que se destacaram e deram sua contribuição ao desenvolvimento do Ceará – em seus diferentes setores de atuação.
Anualmente são escolhidos os homenageados, geralmente quatro, e são agraciados com o prêmio em solenidade especialmente planejada.

### 2023
- Camilo Santana
- Ednardo
- José Roberto Nogueira
- Regina Barbosa[3]

### 2022
- Cid Marconi
- Darival Bringel
- Mino Castelo Branco[4]
- Ricardo Cavalcante

### 2019
- Espedito Seleiro
- Fernando de Mendonça
- Iracema do Vale
- Sulivan Mota

### 2018
- Beto Studart
- Descartes Gadelha
- Kátia Magalhães Arruda
- Manoel Odorico de Moraes Filho

### 2017
- José Coelho Ferreira
- José Huygens Parente Garcia
- José Liberal de Castro
- Maria da Penha

### 2016
- Anastácio de Queiroz Sousa
- Angela Maria Rossas Mota de Gutiérrez
- Karim Aïnouz
- Teodoro Silva Santos

### 2015
- Cid Ferreira Gomes
- Elias Geovani Boutala Salomão
- Jesualdo Pereira Farias
- Lúcia Maria Alcântara de Albuquerque

### 2014
- Glaura Férrer Dias Martins
- Hugo de Brito Machado
- José Ramos Torres de Melo Filho
- Roberto Proença de Macêdo

### 2013
- Antenor Barros Leal
- Carlos Roberto Martins Rodrigues Sobrinho
- Maria Zélia Rouquayrol
- Raul Araújo Filho

### 2012
- Alberto Lima de Souza
- Ciro Ferreira Gomes
- Euvaldo Bringel Olinda
- Roberto Monteiro Gurgel Santos

### 2011
- Everardo Ferreira Telles
- Fernando César de Moreira Mesquita
- Luiz Hermano Façanha Farias
- Valmir Campelo Bezerra

### 2010
- Gilmário Mourão Teixeira
- José Augusto Bezerra
- Nilo de Brito Firmeza (Estrigas)
- Regina Passos

### 2009
- Fernando Luiz Ximenes Rocha
- Honório Pinheiro
- Isabel Lustosa
- Padre Fred Solon

### 2008
- Ana Miranda
- José Barroso Pimentel
- José Osvaldo Beserra Carioca
- Ubiratan Diniz de Aguiar

### 2007
- Expedito Parente
- Francisco Deusmar de Queirós
- Napoleão Nunes Maia Filho
- Shelda Bedê

### 2006
- Hugo Bianchi
- José de Arimatéia Gomes Cunha
- Pedro Henrique Saraiva Leão
- Ronaldo Couto Parente

### 2005
- Adélio Tomasin
- Álvaro Ribeiro Costa
- Antônio Carlos Belchior
- Stela Pompeu Frota

### 2004
- Eunício Oliveira
- Fausto Nilo
- Jorge Parente Frota Júnior
- Melquíades Pinto Paiva

### 2003
- Aderbal Freire Filho
- Francisco Humberto Bezerra
- Hélder Martins de Moraes
- José de Abreu Matos

### 2002
- Elisabeth Silveira
- Haroldo Serra
- Luís Edgar de Andrade
- Roberto Cláudio Frota Bezerra

### 2001
- Cid Saboia de Carvalho
- Patativa do Assaré
- Plácido Cidade Nuvens
- Vicente Leal de Araújo

### 2000
- Dora Andrade
- José Abraão Otoch
- Luigi Rebuffini
- Lino Villaventura

### 1999
- José Maria Bezerra Paiva
- José Glauco Lobo Filho
- Raimundo José Marques Viana
- Valdir Bastos Ponte

### 1998
- Antônio José Rodrigues Cavalcante
- José Murilo de Carvalho Martins
- Maria Adísia Barros de Sá
- Maria Violeta Arraes de Alencar Gervasieau

### 1997
- André Viana Camurça
- Francisco César Asfor Rocha
- José Maria Florêncio Júnior
- Lúcio Gonçalo de Alcântara

### 1996
- Gerardo Mello Mourão
- José Bonifácio da Silva Câmara
- Luiz Esteves Neto
- Sinhá D’Amora

### 1995
- Francisco Ernando Uchôa Lima
- José Jerônimo Moscardo de Souza
- Maria Calmon Porto
- Odilon Gonzaga Braveza

### 1994
- José Oswaldo Soares
- Luiz Carlos Barreto
- Miguel Ângelo de Azevedo (Nirez)
- Mozart Soriano Aderaldo

### 1993
- Fernando Nogueira Gurgel
- José Anastácio Magalhães
- José Linhares Ponte
- Henrique Sabóia

### 1992
- Fernando Pompeu
- Juraci Vieira de Magalhães
- José Afonso Sancho
- Paulo Bonavides

### 1991
- Jaime Nogueira Pinheiro
- Plínio de Pompeu Saboya Magalhães
- Roberto de Carvalho Rocha
- Sérvulo Esmeraldo

### 1990
- Aluysio Soriano Aderaldo
- Francisco Waldo Pessoa de Almeida
- Manoel Eduardo Pinheiro Campos
- Walder Ary

### 1989
- Antônio Paes de Andrade
- Cláudio Martins
- Heloísa Ferreira Juaçaba
- José Edson Pontes

### 1988
- Carlos Pereira de Souza
- José Freire Falcão
- Nadir Papi de Saboya
- Raimundo Fagner Cândido Lopes

### 1987
- Artur Eduardo Benevides
- João Clemente Fernandes
- José Reinaldo Tavares
- Inácio Moacir Catunda Martins

### 1986
- Djacir Lima Menezes
- Florinda Soares Bulcão
- Paulo Cabral de Araújo
- Vicente Cavalcante Fialho

### 1985
- Carlos Mauro Cabral Benevides
- Clidenor Capibaribe
- Dário Moreira de Castro Alves
- Raimundo de Castro e Silva

### 1984
- Antônio Vandick de Andrade Ponte
- Casimiro Montenegro Filho
- Francisco Ivens de Sá Dias Branco
- Luiz Gonzaga do Nascimento

### 1983
- Audísio Môsca de Carvalho
- Camillo Calazans de Magalhães
- Francisco Anísio de Oliveira Paula Filho
- Haroldo Juaçaba

### 1982
- Clóvis Rolim
- Evaldo Gouveia
- Mário David Andreazza
- Silas Munguba

### 1981
- Antônio Romcy
- Francisco de Assis Bezerra
- Jacques Klein
- Valfrido Salmito Filho

### 1980
- Jaime Tomaz de Aquino
- José Adauto Bezerra
- José Pontes Neto
- Renato Aragão

### 1979
- Eleazar de Carvalho
- Eunice Barroso Damasceno
- Flávio Portela Marcílio
- Ivan de Castro Alves

### 1978
- Aldemir Martins
- Casimiro José de Lima Filho
- Fernando de Campelo Gentil
- Virgílio de Brito Firmeza

### 1977
- Antônio Nilson Craveiro Holanda
- Luís Cavalcanti Sucupira
- Pedro Philomeno Ferreira Gomes
- Rachel de Queiroz

### 1976
- Aloísio Lorscheider
- Armando Ribeiro Falcão
- José Dias de Macedo
- Raimundo Girão

### 1975
- Auri Moura Costa
- Eduardo Régis Jucá
- Thomás Pompeu de Souza B. Netto
- Waldemar Alcântara e Silva

### 1974
- Antônio Martins Filho
- César Cals de Oliveira Filho
- José Guimarães Duque
- José Lins de Albuquerque

### 1973
- Dagmar de Albuquerque Gentil
- Evandro Ayres de Moura
- João Ramos Pereira da Costa
- Tácito Teófilo Gaspar de Oliveira

### 1972
- Geraldo Cabral Rôla
- Luís de Campelo Gentil
- Rubens Vaz da Costa
- Virgílio Fernandes Távora

### 1971
- Jaime Peixoto da Silveira
- Jaime Portela de Melo
- Plácido Aderaldo Castelo